# 扬尼斯·里佐斯
扬尼斯·里佐斯（希臘語：Γιάννης Ρίτσος，1909年5月1日—1990年11月11日）是希腊诗人和左翼活动家，二战期间希腊抵抗运动的积极参与者。今天，里佐斯被认为是二十世纪伟大的希腊诗人之一。法国诗人路易·阿拉贡曾说过，里佐斯是“我们这个时代最伟大的诗人。”他9次获得诺贝尔文学奖提名。1956年获列宁和平奖。其诗多用长句，具有超现实主义风格。